# Club Sportivo Carapeguá
O Club Sportivo Carapeguá é um clube paraguaio de futebol sediado no distrito de Carapeguá.